# Las Pedroñeras
Las Pedroñeras est une municipalité espagnole de la province de Cuenca, dans la région autonome de Castille-La Manche.